# Ramulus rusticus
Ramulus rusticus är en insektsart som först beskrevs av Carl Stål 1877.  Ramulus rusticus ingår i släktet Ramulus och familjen Phasmatidae. Inga underarter finns listade i Catalogue of Life.